# Santo ladrón
Santo ladrón es una telenovela chilena creada por Néstor Castagno en conjunto a Daniella Castagno, dirigida por María Eugenia Rencoret y emitida por Televisión Nacional de Chile desde el 16 de agosto hasta el 29 de diciembre de 2000. La historia se centra en la persecución de un hombre acusado por un crimen que no cometió, que tras su muerte se transforma en un santo. Es protagonizada por Álvaro Rudolphy, Sigrid Alegría, Bastián Bodenhöfer y Catalina Guerra.

## Argumento
El alcalde de Caleta Tumbes, Gregorio Algarañaz (Luis Wigdorsky) es asesinado y las sospechas recaen en Adrián Villegas (Álvaro Rudolphy), un carismático pescador artesanal, quien también es juzgado por ladrón de gallinas, y además sostiene un clandestino romance con Macarena Algarañaz (Sigrid Alegría), la hija del difunto. Este suceso resulta favorable para la madre de Macarena, la fría, clasista y engreída Regina Smith (Yael Unger), quien no duda en acusar injustamente a Adrián por tan terrible crimen, pues el muchacho nunca ha sido bien visto por la familia de su joven prometida. Al verse atrapado en un laberinto sin salida y sin poder defenderse de un juicio público, Adrián no tiene más opción que dejarlo todo y escapar de Caleta Tumbes hacia un destino desconocido; sin embargo, al intentar su escape, sufre un accidente en lancha que lo da por muerto, situación que le resulta favorable, pues le da tiempo para descubrir al verdadero asesino y así probar su inocencia. 
De pronto algunos hechos sobrenaturales y milagros comienzan a suceder en Caleta Tumbes, por lo que el pueblo comienza a adjudicárselos al alma de Adrián, convirtiéndolo rápidamente en un santo, bautizado Santo Ladrón. Sólo Otilio Benítez (Luis Gnecco) y Braulio Gómez (Claudio Arredondo), los guardias municipales de la zona, conocen la verdad, pues confían en la inocencia de Adrián y lo ayudan, escondiéndolo en una aislada isla. Pese a que Adrián aún sueña con recuperar a su amada Macarena, el no intuye que será coqueteado por Lucía González (Catalina Pulido), una joven proveniente de una humilde familia del pueblo.
Paralelamente se genera una gran disputa en el pueblo, pues el puesto de alcalde está vacante y hay dos contrincantes que ambicionan el puesto; uno de ellos es Jacinto Algarañaz (Bastián Bodenhöfer), el hijo del fallecido alcalde y hermano de la pretendiente del pescador, quien representa la posición más conservadora del pueblo, y cree merecer la alcaldía por sucesión y porque ahora encabeza la familia con más poder de Caleta Tumbes. Por otro lado, se encuentra Tiberio Carpio (Mauricio Pešutić) un hombre gozador de la vida y que posee una gran popularidad entre los habitantes del pueblo a través su revolucionario café con piernas, "El Diablito". Sin pensarlo, Tiberio se verá atraído por Lucrecia Smith (Coca Guazzini), hermana de Regina, cuñada del difunto Gregorio y por ende tía de Jacinto y Macarena, esto hará que increíblemente ambos se enamoren mutuamente.
Al descubrir que Adrián está vivo, Tiberio aprovechará esta oportunidad para sacar provecho de la situación, creando a un verdadero Santo, planificando apariciones que lo beneficiarán políticamente. Mientras que Macarena, destruida ante la supuesta muerte de su amado, se refugia entre el interés de Diego de la Riva (Felipe Castro), el abogado y mano derecha de la familia Algarañaz y la pasión de Rodrigo Carpio (Francisco Pérez-Bannen), el aventurero y vividor hijo de Tiberio, quien además ha tenido un amorío en el pasado con Paula Cortés (Catalina Guerra), la más hermosa mujer que él ha conocido y quien resulta ser la sufrida esposa de Jacinto. Adrián quien en la clandestinidad observa y sigue los pasos de Macarena, no ve con buenos ojos estos acercamientos, pero nada puede hacer, al igual que debe permanecer distante ante el sufrimiento de su madre, Norma Villegas (Loreto Valenzuela), la empleada de Tiberio, quien lo llora a diario, pero no le pueden decir la verdad, ya que ese llanto hace creíble la muerte de su hijo.
Macarena también se verá enfrentada a su mejor amiga Flavia Quiroga (Mónica Godoy), y esto debido a la confusión que por ambas tendrá el mencionado hijo de Tiberio, Rodrigo. Dicha joven también deberá lidiar con la deteriorada situación matrimonial de sus padres, Lorena Cortés (Patricia Rivadeneira), quien es cortejada por uno de los guardias y Federico Quiroga (Edgardo Bruna), quien no se resiste a engañar a su esposa.
A pesar de lo que aparenta, Jacinto no resulta ser realmente el ciudadano perfecto quien dice ser; él deberá controlar los impulsos sexuales que lo llevan a tener un romance apasionado y clandestino con Fernanda Salcedo (Claudia Burr), la sirvienta de la familia Algarañaz, más conocida como "Tita", quien no duda en seducirlo cada vez que puede. Y además, Jacinto tendrá que luchar contra sus problemas mentales que lo hacen sufrir serios imprevistos con su familia, y también le provocan fuertes roces matrimoniales con Paula, debido a que ella tan sólo desea algún día convertirse en madre.

## Personajes principales
1. Adrián Villegas (Álvaro Rudolphy): es un humilde y pícaro pescador artesanal, hijo de una empleada doméstica y de padre desconocido, tiene un clandestino romance con la hija de Gregorio Algarañaz, alcalde de Caleta Tumbes. Tras el asesinato del alcalde, Adrián se convierte el principal sospechoso. Decide escapar de la policía y sufre un accidente en alta mar que le provoca su presunta muerte. Ante esto, aprovecha la oportunidad para demostrar su inocencia y descubrir al verdadero asesino del alcalde; sin embargo, Adrián es adjudicado como causante muchos sucesos sobrenaturales y milagros en Caleta Tumbes, por lo que sin imaginárselo realmente se transforma popularmente en el Santo Ladrón.
2. Macarena Algarañaz (Sigrid Alegría): es la menor de la familia Algarañaz, una familia de abolengo, apegada a las tradiciones, es hija del alcalde del pueblo, sobreprotegida por su familia, a quien se le exige una conducta intachable por el buen nombre de la familia, por lo que su relación con Adrián, un pobre pescador artesanal, no es bien vista, es catalogada por los suyos de rebelde y caprichosa. Tras la "muerte" de su amado, Macarena no puede afrontar la realidad, aunque se involucre con otros hombres; con todo ella insiste en que Adrián aún sigue con vida y no duda en rebelarse contra todos, especialmente contra su propia familia.
3. Jacinto Algarañaz (Bastián Bodenhöfer): es el primogénito de Gregorio Algarañaz y Regina Smith, quien al morir su padre alcalde cree que el puesto le pertenece por herencia pero debe disputarlo con Tiberio, aunque su deseo de ser alcalde no va por el bienestar del pueblo solamente, sino porque el alcalde desde hace tiempo ha sido un Algarañaz y debe seguir la tradición. Es conservador y estricto, sobre todo con su hermana menor, Macarena, a quien encuentra alocada, lo cual pone en riesgo su imagen y el buen nombre de la familia, sobre todo su relación con Adrián. Pero lo que nadie sospecha es que Jacinto tiene un lado oscuro que intenta escapar, lo que provoca muchos conflictos familiares.
4. Tiberio Carpio (Mauricio Pešutić): es el bohemio y carismático precandidato a alcalde de Caleta Tumbes, un hombre bienintencionado, todo un mujeriego empedernido y el principal oponente de la familia Algarañaz. Es el simpático gestor de "El Diablito", el revolucionario café con piernas del pueblo. No tiene problemas de dinero y ambiciona la alcaldía, pues detesta las injusticias y presume ser el padre biológico de Adrián.
5. Regina Smith (Yael Unger): es la matriarca de la familia Algarañaz, quien posee un estricto comportamiento ante el asesinato de su esposo Gregorio. Bajo un culpable luto, contenida entre el silencio y la impronta de haber sido engañada por su marido, cae en un deterioro mental y desarrolla una desquiciada personalidad para manipular los hechos y a su familia, tras ser la verdadera responsable del crimen de su marido y de la injusta vida de Adrián.

## Reparto

### Principales
- Álvaro Rudolphy como Adrián Villegas
- Sigrid Alegría como Macarena Algarañaz
- Bastián Bodenhöfer como Jacinto Algarañaz
- Catalina Guerra como Paula Cortés
- Mauricio Pešutić como Tiberio Carpio
- Coca Guazzini como Lucrecia Smith
- Yaël Unger como Regina Smith
- Jaime Vadell como Antonio Palma
- Maricarmen Arrigorriaga como Elvira Durán
- Edgardo Bruna como Federico Quiroga
- Anita Klesky como Maya Arancibia
- Ana Reeves como Leticia Armijo
- Marcelo Romo como Bruno González
- Lucy Salgado como Susana Huaiquil
- Patricia Rivadeneira como Lorena Cortés
- Catalina Pulido como Lucía González
- Francisco Pérez Bannen como Rodrigo Carpio
- Claudia Burr como Fernanda «Tita» Salcedo
- Mónica Godoy como Flavia Quiroga
- Íñigo Urrutia como René Palma
- Katherine Salosny como Marlene Mardones
- Loreto Valenzuela como Norma Villegas
- Luis Gnecco como Otilio Benítez
- Claudio Arredondo como Braulio Gómez
- Carmina Riego como Roxana Huaiquil
- Felipe Castro como Diego de la Riva
- Patricia López como Celia Maki
- Juan Pablo Sáez como Ricardo Avendaño
- Nicolás Saavedra como Antonio Palma
- Alejandro Montes como David Fuentes
- Marcela Espinoza como Gabriela López
- Mariel Bravo como María López
- Óscar Hernández como Romualdo Leiva
- Mireya Moreno como Carmen Salgado
- Humberto Gallardo como Padre Lorenzo
- Ricardo Pinto como Enrique San Martín
- Paola Pulgar como Pamela Palma
- Macarena Basterrica como Margarita González

## Banda sonora
Volumen 1
1. Lu - Como te quiero
2. Ricardo Montaner - En el último lugar del mundo
3. Gondwana - Antonia
4. Chayanne - Sube al desván
5. Ketama - Agustito
6. Soraya - En dónde estás
7. Cristian Castro - Tu sombra en mí
8. La Ley - Aquí
9. José Peralta - Lucía
10. Javiera y Los Imposibles - El muchacho de los ojos tristes
11. Supernova - Toda la noche
12. Marco Antonio Solís - Como fui a enamorarme de ti
13. Marta Sánchez - Dime la verdad
14. Franco De Vita - Te veo venir soledad
15. Pop G - Tiberio caradura
16. Emmanuel - Corazón de melao

Volumen 2
1. Ketama - Agustito (remix)
2. Azul Azul - Mentirosa
3. Latour - Move your body
4. Supernova - Maldito amor (remix)
5. Pancho y la sonora colorada - La gallinita (remix)
6. French Affair - My heart goes boom
7. Paskual y su alegría - Chica bomba
8. M2M - Don`t say you love me (remix)
9. Grupomania - ¡Qué buena!
10. Boomboom - Sex on the beach
11. Pop G & Tiberio Dj - Come caramelo (remix)
12. Anabel - 2 Times
13. Hechizo - Mi mejor canción (remix)
14. Emmanuel - Corazón de melao (remix)
15. Alegría - Mujeres y cerveza (remix)
16. Cartón lleno - El pescador
17. Lu y la Caleta - Santo ladrón dance

## Producción
Santo ladrón fue ideada por Néstor Castagno como una miniserie a principios de la década de 1980.[cita requerida] Posteriormente, Castagno ofreció la historia a Mega para ser adaptada como telenovela en 1998, pero terminó siendo elegida por María Eugenia Rencoret para ser producida por Televisión Nacional. Tras esto fue grabada en Caleta Tumbes, Región del Biobío.
Esta fue la última participación de Anita Klesky en telenovelas, que murió el 15 de noviembre de 2000, mientras Santo ladrón todavía estaba al aire. El capítulo emitido el día de su fallecimiento fue dedicado en su memoria. También fue la última de Lucy Salgado, quien falleció el 13 de julio de 2001.
Bastián Bodenhöfer salió de la telenovela un mes antes que finalizarán las grabaciones, debido a que en octubre de 2000 fue designado como Agregado Cultural en Francia. Por ello, su personaje Jacinto Algarañaz muere tras sufrir un accidente automovilístico.

## Recepción
Santo ladrón partió en un comienzo con una alta sintonía, debido al éxito de Romané. Sin embargo, debió enfrentar a la telenovela colombiana Yo soy Betty, la fea, que Canal 13 programó en el mismo horario y ambas tuvieron cifras de audiencia similares.[cita requerida]

## Retransmisiones
Santo ladrón fue retransmitida por la señal nacional de TVN en 2005, 2008 y por TV Chile en 2017.